# 热努亚克
热努亚克（法語發音：[ʒənujak]）是法国克勒兹省的一个市镇，属于盖雷区。

## 地理
热努亚克（46°21'9"N, 1°59'32"E）面积35.76 平方千米，位于法国新阿基坦大区克勒兹省，该省份为法国中部省份，位于法國中央高原西北部，北起安德尔省和谢尔省，西接维埃纳省，南至科雷兹省，东临多姆山省，东北与阿列省接壤。
与热努亚克接壤的市镇（或旧市镇、城区）包括：贝泰特、博纳、拉塞莱特、沙特吕马尔瓦莱、穆捷马尔卡、罗什、圣迪济耶莱多迈讷。

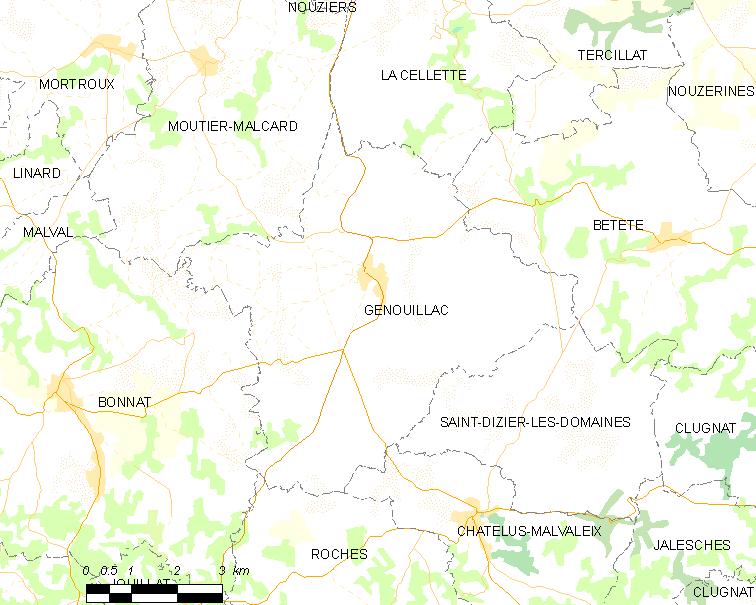
热努亚克的OSM定位图

热努亚克的时区为UTC+01:00、UTC+02:00（夏令时）。

## 行政
热努亚克的邮政编码为23350，INSEE市镇编码为23089。

## 政治
热努亚克所属的省级选区为博纳县。

## 人口

1962-2008年间热努亚克人口变化图示

热努亚克于2022年1月1日时的人口数量为724人。